# Collegio di North Durham
North Durham è un collegio elettorale situato nella contea di Durham, nel Nord Est dell'Inghilterra, e rappresentato alla Camera dei comuni del Parlamento del Regno Unito. Elegge un membro del parlamento con il sistema first-past-the-post, ossia maggioritario a turno unico; l'attuale parlamentare è Luke Akehurst del Partito Laburista, che rappresenta il collegio dal 2024.

## Estensione

North Durham dal 2010 al 2024

- 1832-1885: i ward di Chester e Easington.[1]
- 1983-1997: il distretto di Chester-le-Street, e i ward del distretto di Derwentside di Annfield Plain, Burnopfield, Catchgate, Craghead, Dipton, Havannah, South Moor, South Stanley, Stanley Hall e Tanfield.
- 1997-2010: il distretto di Chester-le-Street, e i ward del distretto di Derwentside di Annfield Plain, Catchgate, Craghead, Havannah, South Moor, South Stanley, Stanley Hall e Tanfield.
- 2010-2024: il distretto di Chester-le-Street, e i ward del distretto di Derwentside di Annfield Plain, Catchgate, Craghead and South Stanley, Havannah, South Moor, Stanley Hall e Tanfield.
- dal 2024: le divisioni elettorali della contea di Durham di Annfield Plain; Chester-le-Street East; Chester-le-Street North; Chester-le-Street South; Chester-le-Street West Central; Craghead and South Moor; Lanchester; Lumley; North Lodge; Pelton; Sacriston; Stanley e Tanfield.[2]

## Membri del parlamento
| Elezione | Primo deputato        | Primo deputato         | Primo partito       | Secondo deputato    | Secondo deputato    | Secondo partito  |
| -------- | --------------------- | ---------------------- | ------------------- | ------------------- | ------------------- | ---------------- |
| 1832     |                       | Hedworth Lambton       | Liberale            |                     | Hedworth Williamson | Whigs            |
| 1837     |                       | Hedworth Lambton       | Liberale            | Henry Liddell       | Conservatore        |                  |
| 1847     |                       | Robert Duncombe Shafto | Whigs               | George Vane-Tempest | Conservatore        |                  |
| 1854 (S) | Adolphus Vane-Tempest | Robert Duncombe Shafto | Whigs               |                     | Conservatore        |                  |
| 1859     | Adolphus Vane-Tempest | Robert Duncombe Shafto |                     | Liberale            | Conservatore        |                  |
| 1864 (S) |                       | Robert Duncombe Shafto | Hedworth Williamson | Liberale            | Liberale            |                  |
| 1868     |                       | George Elliot          | Hedworth Williamson | Conservatore        | Liberale            |                  |
| 1874     |                       | Lowthian Bell          | Liberale            | Charles Palmer      | Liberale            |                  |
| 1874 (S) |                       | George Elliot          | Conservatore        | Charles Palmer      | Liberale            |                  |
| 1880     |                       | John Joicey            | Liberale            | Charles Palmer      | Liberale            |                  |
| 1881 (S) |                       | George Elliot          | Conservatore        | Charles Palmer      | Liberale            |                  |
| 1885     | Collegio abolito      | Collegio abolito       | Collegio abolito    | Collegio abolito    | Collegio abolito    | Collegio abolito |

| Elezione | Elezione      | Deputato     | Partito   |
| -------- | ------------- | ------------ | --------- |
|          | 1983          | Giles Radice | Laburista |
| 2001     | Kevan Jones   |              | Laburista |
| 2024     | Luke Akehurst |              | Laburista |

## Elezioni

### Elezioni negli anni 2020
| Partito                    | Partito                                | Candidato                  | Risultati 4 luglio 2024 | Risultati 4 luglio 2024 |
| Partito                    | Partito                                | Candidato                  | Voti                    | %                       |
| -------------------------- | -------------------------------------- | -------------------------- | ----------------------- | ----------------------- |
|                            | Laburista                              | Luke Akehurst              | 16 562                  | 39,85                   |
|                            | Reform UK                              | Andrew Husband             | 10 689                  | 25,72                   |
|                            | Conservatore                           | George Carter              | 6 492                   | 15,62                   |
|                            | Lib Dem                                | Craig Martin               | 4 208                   | 10,12                   |
|                            | Verdi                                  | Sunny Moon-Schott          | 2 366                   | 5,69                    |
|                            | Workers                                | Chris Bradburn             | 928                     | 2,23                    |
|                            | Social Democratico                     | Tom Chittenden             | 320                     | 0,77                    |
|                            |                                        |                            |                         |                         |
| Iscritti                   | Iscritti                               | Iscritti                   | 73 235                  | 100,00                  |
| ↳ Votanti (% su iscritti)  | ↳ Votanti (% su iscritti)              | ↳ Votanti (% su iscritti)  | 41 565                  | 56,76                   |
| ↳ Astenuti (% su iscritti) | ↳ Astenuti (% su iscritti)             | ↳ Astenuti (% su iscritti) | 31 670                  | 43,24                   |
|                            |                                        |                            |                         |                         |
|                            | Esito: collegio confermato a Laburista |                            |                         |                         |

### Elezioni negli anni 2010
| Partito                    | Partito                                | Candidato                  | Risultati 12 dicembre 2019 | Risultati 12 dicembre 2019 |
| Partito                    | Partito                                | Candidato                  | Voti                       | %                          |
| -------------------------- | -------------------------------------- | -------------------------- | -------------------------- | -------------------------- |
|                            | Laburista                              | Kevan Jones                | 18 639                     | 44,17                      |
|                            | Conservatore                           | Edward Parson              | 13 897                     | 32,94                      |
|                            | Brexit                                 | Peter Telford              | 4 693                      | 11,12                      |
|                            | Lib Dem                                | Craig Martin               | 2 879                      | 6,82                       |
|                            | Verdi                                  | Derek Morse                | 1 126                      | 2,67                       |
|                            | Indipendente                           | Ken Rollings               | 961                        | 2,28                       |
|                            |                                        |                            |                            |                            |
| Iscritti                   | Iscritti                               | Iscritti                   | 66 796                     | 100,00                     |
| ↳ Votanti (% su iscritti)  | ↳ Votanti (% su iscritti)              | ↳ Votanti (% su iscritti)  | 42 195                     | 63,17                      |
| ↳ Astenuti (% su iscritti) | ↳ Astenuti (% su iscritti)             | ↳ Astenuti (% su iscritti) | 24 601                     | 36,83                      |
|                            |                                        |                            |                            |                            |
|                            | Esito: collegio confermato a Laburista |                            |                            |                            |

| Partito                    | Partito                                | Candidato                  | Risultati 8 giugno 2017 | Risultati 8 giugno 2017 |
| Partito                    | Partito                                | Candidato                  | Voti                    | %                       |
| -------------------------- | -------------------------------------- | -------------------------- | ----------------------- | ----------------------- |
|                            | Laburista                              | Kevan Jones                | 25 917                  | 59,88                   |
|                            | Conservatore                           | Laetitia Glossop           | 12 978                  | 29,98                   |
|                            | UKIP                                   | Kenneth Rollings           | 2 408                   | 5,56                    |
|                            | Lib Dem                                | Craig Martin               | 1 981                   | 4,58                    |
|                            |                                        |                            |                         |                         |
| Iscritti                   | Iscritti                               | Iscritti                   | 67 003                  | 100,00                  |
| ↳ Votanti (% su iscritti)  | ↳ Votanti (% su iscritti)              | ↳ Votanti (% su iscritti)  | 43 284                  | 64,60                   |
| ↳ Astenuti (% su iscritti) | ↳ Astenuti (% su iscritti)             | ↳ Astenuti (% su iscritti) | 23 719                  | 35,40                   |
|                            |                                        |                            |                         |                         |
|                            | Esito: collegio confermato a Laburista |                            |                         |                         |

| Partito                    | Partito                                | Candidato                  | Risultati 7 maggio 2015 | Risultati 7 maggio 2015 |
| Partito                    | Partito                                | Candidato                  | Voti                    | %                       |
| -------------------------- | -------------------------------------- | -------------------------- | ----------------------- | ----------------------- |
|                            | Laburista                              | Kevan Jones                | 22 047                  | 54,92                   |
|                            | Conservatore                           | Laetitia Glossop           | 8 403                   | 20,93                   |
|                            | UKIP                                   | Malcolm Bint               | 6 404                   | 15,95                   |
|                            | Lib Dem                                | Peter Maughan              | 2 046                   | 5,10                    |
|                            | Verdi                                  | Victoria Nolan             | 1 246                   | 3,10                    |
|                            |                                        |                            |                         |                         |
| Iscritti                   | Iscritti                               | Iscritti                   | 65 384                  | 100,00                  |
| ↳ Votanti (% su iscritti)  | ↳ Votanti (% su iscritti)              | ↳ Votanti (% su iscritti)  | 40 146                  | 61,40                   |
| ↳ Astenuti (% su iscritti) | ↳ Astenuti (% su iscritti)             | ↳ Astenuti (% su iscritti) | 25 238                  | 38,60                   |
|                            |                                        |                            |                         |                         |
|                            | Esito: collegio confermato a Laburista |                            |                         |                         |

| Partito                    | Partito                                | Candidato                  | Risultati 6 maggio 2010 | Risultati 6 maggio 2010 |
| Partito                    | Partito                                | Candidato                  | Voti                    | %                       |
| -------------------------- | -------------------------------------- | -------------------------- | ----------------------- | ----------------------- |
|                            | Laburista                              | Kevan Jones                | 20 698                  | 50,52                   |
|                            | Conservatore                           | David Skelton              | 8 622                   | 21,05                   |
|                            | Lib Dem                                | Ian Lindley                | 8 617                   | 21,03                   |
|                            | BNP                                    | Peter Molloy               | 1 686                   | 4,12                    |
|                            | UKIP                                   | Bruce Reid                 | 1 344                   | 3,28                    |
|                            |                                        |                            |                         |                         |
| Iscritti                   | Iscritti                               | Iscritti                   | 67 602                  | 100,00                  |
| ↳ Votanti (% su iscritti)  | ↳ Votanti (% su iscritti)              | ↳ Votanti (% su iscritti)  | 40 967                  | 60,60                   |
| ↳ Astenuti (% su iscritti) | ↳ Astenuti (% su iscritti)             | ↳ Astenuti (% su iscritti) | 26 635                  | 39,40                   |
|                            |                                        |                            |                         |                         |
|                            | Esito: collegio confermato a Laburista |                            |                         |                         |

### Elezioni negli anni 2000
| Partito                    | Partito                                | Candidato                  | Risultati 5 maggio 2005 | Risultati 5 maggio 2005 |
| Partito                    | Partito                                | Candidato                  | Voti                    | %                       |
| -------------------------- | -------------------------------------- | -------------------------- | ----------------------- | ----------------------- |
|                            | Laburista                              | Kevan Jones                | 23 932                  | 64,09                   |
|                            | Lib Dem                                | Philip Latham              | 7 151                   | 19,15                   |
|                            | Conservatore                           | Mark Watson                | 6 258                   | 16,76                   |
|                            |                                        |                            |                         |                         |
| Iscritti                   | Iscritti                               | Iscritti                   | 67 524                  | 100,00                  |
| ↳ Votanti (% su iscritti)  | ↳ Votanti (% su iscritti)              | ↳ Votanti (% su iscritti)  | 37 341                  | 55,30                   |
| ↳ Astenuti (% su iscritti) | ↳ Astenuti (% su iscritti)             | ↳ Astenuti (% su iscritti) | 30 183                  | 44,70                   |
|                            |                                        |                            |                         |                         |
|                            | Esito: collegio confermato a Laburista |                            |                         |                         |

| Partito                    | Partito                                | Candidato                  | Risultati 7 giugno 2001 | Risultati 7 giugno 2001 |
| Partito                    | Partito                                | Candidato                  | Voti                    | %                       |
| -------------------------- | -------------------------------------- | -------------------------- | ----------------------- | ----------------------- |
|                            | Laburista                              | Kevan Jones                | 25 920                  | 67,21                   |
|                            | Conservatore                           | Matthew Palmer             | 7 237                   | 18,76                   |
|                            | Lib Dem                                | Carole Field               | 5 411                   | 14,03                   |
|                            |                                        |                            |                         |                         |
| Iscritti                   | Iscritti                               | Iscritti                   | 67 782                  | 100,00                  |
| ↳ Votanti (% su iscritti)  | ↳ Votanti (% su iscritti)              | ↳ Votanti (% su iscritti)  | 38 568                  | 56,90                   |
| ↳ Astenuti (% su iscritti) | ↳ Astenuti (% su iscritti)             | ↳ Astenuti (% su iscritti) | 29 214                  | 43,10                   |
|                            |                                        |                            |                         |                         |
|                            | Esito: collegio confermato a Laburista |                            |                         |                         |

## Risultati dei referendum

### Referendum sulla permanenza del Regno Unito nell'Unione europea del 2016
|             | Collegio     | Lasciare UE % | Rimanere in UE % |
| ----------- | ------------ | ------------- | ---------------- |
|             | North Durham | 60,1%         | 39,9%            |
| Inghilterra | 53,3%        | 46,7%         |                  |
| Regno Unito | 51,9%        | 48,1%         |                  |